# Calamuchita (departamento)
Calamuchita é um departamento da Argentina, localizado na província de Córdova. Possuía, em 2019, 68.881 habitantes.

## Assentamentos
- Amboy
- Calmayo
- Cañada del Sauce
- Embalse
- La Cruz
- Las Bajadas
- Las Caleras
- Los Cóndores
- Los Molinos
- Los Reartes
- Lutti
- Río de Los Sauces
- San Agustín
- San Ignacio
- Santa Rosa de Calamuchita
- Segunda Usina
- Villa Amancay
- Villa Ciudad Parque Los Reartes
- Villa del Dique
- Villa General Belgrano
- Villa Quillinzo
- Villa Rumipal
- Villa Yacanto